# 독일어 태
독일어 능동형(Aktiv, Tätigkeitsform)과 수동형(Passiv, Leideform)은 독일어 문법에 있어 두 가지 행동방향(Handlungsrichtung) 혹은 태(Diathese)이다.
능동형은 동사의 표준형(Normalform)이다. 능동문(Aktivsatz)에서 행동이 말하고, 현상을 일으키는 이른바 동작주(Agens)라고 하는 행동 당사자(Teilnehmer)가 받는 것은, 주어(Subjekt)로서 강조된 위치이다.
- 예 : Die Katze fraß die Maus.(고양이는 쥐를 먹었다.)

이 경우 수동태의 기능은 다음과 같다. 즉 이러한 동사보어(Verbergänzung)의 문법적 명시를 통제하는 것이다. 이러한 기능은 능동태에서 주어자리(Subjektstelle)를 차지할 것이다. 주어자리는 완전히 떨어져 나가거나, 혹은 전치사 1개를 가지고 지시(Angabe)로서 삽입될 수 있다. 그래서 발생한 사건에서 변화를 당하는 피동주(Patiens) 혹은 화제(Thema)라고 하는 것, 능동문에서는 목적어(Objekt)가 되는 당사자는, 수동태에서 주어위치(Subjektposition)로 올라갈 수 있다.
- 예 : Die Maus wurde (von der Katze) gefressen.(쥐가 (고양이에게) 먹힘당했다/잡아먹혔다.)

그럼에도 후자는 오로지 수동구조(Passivkonstruktion)의 특정한 형태들로서만 유효할 뿐, 모든 유형에 적합한 것은 아니다.
수동태의 표현은 어느 한 동사의 단어형태(Wortform), 좁은 의미에서의 태(態, Genus Verbi)를 통하여 나오는 것이 아니며, 오히려 규칙상 동사와 조동사의 조합을 통해서 이뤄진다(대부분은 조동사 1개에 그 역할이 주어짐). 그러나 넓은 의미로 수동태는 동사 변화(Konjugation) 항목 하에 속한다고 여겨지기도 한다. 능동태는 독자적인 표식을 갖지 않는다. 오히려 문법적으로 수동태 표식이 없는 것으로 이해한다.
다음의 항목은 독일어 능동태와 수동태의 형태이자, 능동태로부터 나온 수동태이다. 전반적인 수동태 배열과 여러 비교언어학적 해석에 있어서는, 태(Diathese) 항목을 보라. 능동문에서 주어와 목적어의 선택에 대해서는 아래의 의미관계(Semantische Rolle)를 보라.

## 수동태의 정의 및 예시

### 능동과 수동의 일반적 정의
능동형은 단일한 내용상의 서술은 없다. 오히려 능동태에 있어 동사의 표준형(Normalform)이 중요하다. 그렇기에 동사들이 다양한 것처럼, 능동문(Aktivsatz)의 유형이 똑같이 다양한 것이다. 동사들은 다양한 종류와 수량으로 보족어(Ergänzungen)를 필요로 한다. 이 보족어를 여기서는 분명하게 논항(Argument)이라고도 한다. 그래서 어떤 단 하나의 술어(Aussage)도 기능(Funktion), 주어, 혹은 목적어의 의미 내용(Bedeutungsgehalt)을 뛰어넘는 것이 가능하지 않다. 주어와 목적어로서의 논항의 관계의 배치는 한 특정한 문장 내에서 수반하지만, 또한 의미표징(Bedeutungseigenschaft)의 보편적 위계에서도 관계적 배치는 뒤따른다. 이에 대해서는 의미관계(Semantische Rolle)를 보라.
그런데 수동태는 논항들의 정상적인 문법적 표현의 문법적 변화(Abwandelung)를 야기한다. 일반적인 의미에서 이는 태(Diathese)라고 한다. 그리하여 수동태는 파생된 형태로, 그때마다 나오는 능동형 동사의 서술에 따라 그 서술도 붙인다. 여러 견해가 있으며, 대개는 수동태 범주를 분명히 하고자 인용된다.
- 수동형은 행동의 동작주(Agens)의 침묵, 이른바 '범인의 침묵(Verschweigung des Täters)'으로 이끈다. 그렇기에 수동형은 또한 '범인을 외면한(täterabgewandte)' 동사형으로 부르기도 한다.[1]
- 수동형에서 피동주(Patiens)로부터 발생한 사건은 줄곧 관찰된다.[2] (즉 당사자(Teilnehmer)로부터 내내 있다는 것으로, 당사자는 영향을 받거나 변화하게 된다.) 이는 수동형의 기존 명칭인 '피동형(Leideform)'으로 이끈다.

그러나 두 번째 것은 수동태의 정의에 사용될 수 없으며, 그래서 그 수동문은 이러한 피동주를 포함하지 않는다. 특히, 비인칭수동형은 여타 다른 당사자를 포함할 필요가 없지만, 또한 의심할 것 없이 수동태의 하나이다. 역으로 주의해야 할 것은, 가능한 능동문의 유형은 매우 다양하다는 것이며, 또한 능동문이 있기도 한 가운데, 이러한 능동문에서 상황은 피동자(Leidende)들에게 관찰된다는 것이다. 그럼에도 이러한 동사들은 때때로 수동화될 수 있다.
```
(a) Mehrere Mitarbeiter 
erlitten
 Gesundheitsschäden.(몇몇 남자 동업자는 건강손실(Gesundheitsschaden)을 입었다.)
(b) Wenn keine Körperschäden 
erlitten wurden,
 ist das Formular „Antrag auf Sachschadenersatz“ zu verwenden.(어떠한 신체 손상도 받지 않았을 때, 판례는 손해배상청구(Antrag auf Sachschadenersatz)를 사용할 필요가 있다.
```

'범인/피동주(Täter / Patiens)'와의 내용상의 관계 대신, 또한 문법적 개념들의 도움을 받아 정의할 필요도 있다.
- 수동태에 대하여 정의하는 것은, 능동태에서 주어로서 나타날 수 있는, 문장마다 동사의 최상위 논항(ranghöchste Argument)은 더 이상 주어자리와 함께 결합하지 않을 것이다. 그 문장 내에서 표현되지 않거나, 다만 선택적으로 전치사 1개를 집어넣는다.
- 그 결과, 수동태에서는 다른 논항이 주어자리로 밀어올릴 수 있는데, 이를 인칭수동태(persönliches Passiv)라 한다. 그러나 이는 또한 능동태의 대격목적어(Akkusativobjekt)에서만 의미가 있다.(일상에서는 werden 수동태라고 한다.)

이러한 서술에 따라, 수동태는 또한 원형(Reinform)에서 어떠한 동사의 의미변화(Bedeutungsveränderung)를 일으키지 않는다. 오히려 논항들의 다른 문법적 표현에서만 그러하다. 표현되지 않는 논항은 항상 전과 다름없이 이해된다.
그럼에도 확실한 것은, 의미론적 역할과 함께 동작주처럼 이해될 수 있는 제약 조건은 존재한다는 것이다. 많은 동사들은 주어(Subjekt)가 동작주가 아니며, 사실상 수동화될 수 없다. 그렇지만 정확히 말하면 몇 가지만 그러하다. 수동태의 사용을 통해, 주어선택(Subjektwahl), 어순(Wortstellung), 강세(Betonung), 기타 특성들에 의존하여, 처음부터 줄곧 관점변화(Perspektivenwechesel) 효과에 머물러 있다. 이것은 여기에서 나중에 마지막 장에서 수동태 문장기능으로 다뤄진다.

### 예시: 타동사수동
위에 언급된 기제(Mechanismus)에 대한 전형적 예시 중 하나는 'Der Rasen wird gemäht.(잔디가 배어진다.)'과 같은 수동문들의 도출(Ableitung)이다.(주의할 것은, 이 예문에서 오로지 werden 수동태만이 간주된다는 것이다.)
수동문 도출은 능동형 표현부터 시작한다.
```
능동문 : Der Vater mäht den Rasen.(아버지는 잔디를 베신다.)
```

동사 논항(Argumente des Verbs)
mähen (x,y)
x = 주어(Subjekt)로서 당사자(Verursacher) (동작주)
y = 직접목적어(direktes Objekt)로서 변화된 주제(veränderter Gegenstand) (화제)
```
수동문 : Der Rasen wird [vom Vater] gemäht.(잔디는 (아버지에 의해) 베어진다.)
```

수동동사 논항(Argumente des passivierten Verbs)
mähen ( [x], y),
[x = 억압된 동작주]
y = 주어로서 화제(Thema)
수동형에서, 동작주(Agens)는 오히려 mähen에 의해 주어자리(Subjektstelle)에 자리하고 있지 않지만, 동사의 어의에서 추론된 것이다(그리고 그런 이유로 함축적인 논항으로 간주되며, 논항은 논리적 제시에서 변수 x로서 계속 보존된다.)
또한 주어 역할이 '범인(Täter)'/동작주로서 서술될 수 있을 때, 타동사 erleiden(입다, 당하다)는 예문 'mähen'처럼 역할한다. 두 논항의 배열은 명백해진다.
그로 인해, (무표시의) 동사 능동형은 문법적 위치로의 논항들의 정상적인 모사(Abbildung)를 설명한다. 수동형은 이러한 모사의 변화(Abwandlung), 즉 태(Diathese)를 설명한다. 이러한 변화는 동사의 통사론적인 결합가(Valenz)를 경감시킨다.

### 비인칭수동: 자동사수동
독일어에서 수동태는 또한 목적어(Objekt) 없는 동사, 즉 자동사로 이뤄진다. 이 경우, 이른바 비인칭수동(unpersönliches Passiv)이라는 것이 생겨난다. 비인칭수동에서 동사는 어떤 보족어(Ergänzung) 없이도 존립할 수 있으며, 그때 유일한 동사의 논항은 수동태에 의해 억압되었다.
```
능동문 : Man darf hier nicht rauchen.(누구든 여기서 흡연해서는 안된다.)
수동문 : Hier darf nicht geraucht werden.(여기서 흡연되어서는 안된다.)
```

동사 논항
rauchen (x) (자동사 변형)
수동문
rauchen ( [x] ) (유일한 논항은 억압되고, 문장에서 나타나서는 안된다.)
다양한 수동문(Passivsätzen) 형태는 또한 여전히 rauchen의 타동사 변형(transitive Variante)(아래 첫번째 예문)과 자동사 변형(intransitive Variante)(두번째 예문) 사이의 차이를 드러낸다.
1. Es wurden Zigarren geraucht.(시가들이 흡연되었다.)
2. Hier darf nicht geraucht werden.(여기서 흡연되어서는 안 된다.)

다양한 언어에서의 비인칭수동에 대해서는, 독일어 허사(Expletivum) 구조적 주어-허사(strukturelles Subjekt-Expletiv)를 보라.

## 동작수동
수동형은 바로 그런 같은 방식으로 전형적인 경우의 능동동사처럼 어떤 경과(Vorgang)를 표현할 때, 동작수동(Vorgangspassiv)으로 표시된다.(물론 다른 가능성과 동시에 말이다.) 동작수동의 개념은 특히 상태수동(Zustandspassiv)과 반대이다. 상태수동은 바로 다음 가장 가까운 장에서 다뤄진다.

### werden 수동형
가장 빈번한 수동형은 조동사 werden과 함께 만드는 구조이다. 미래조동사로서 werden과는 구별되어, 수동태 조동사 werden, 분사(Partizip)로 표시되는 동사형 1개, 접두사 ge-(동사에 어떤 다른 접두사가 앞에 놓여 있지 않는 조건에서), 어미 -t/-n가 결합한다. 예 : wurde ge-mäh-t, wurde zerbroch-en
조동사 werden 자체는 조동사 서열에 있어 본동사(Vollverb) 가장 가까이에 있다.
- …dass die Wiese gemäht + werden + soll.
- …dass die Wiese gemäht + worden + sein + könnte

수동조동사(Passiv-Hilfsverb) werden은 또한 모든 독일어 동사 어형변화형(Flexionsform)도 만들어낸다(반면 미래형 표지에 쓰이는 werden과는 다름). 즉 모든 시제(Zeitstufe), 또한 접속법(Konjunktiv), 모든 동사부정형(Infinitivform)이다.
그와 같이 수동조동사는 임의의 다른 조동사구조로 놓일 수 있다. 동시에 werden 수동의 완료형(Perfektform)은 항상 조동사와 함께 형성될 것이다. 분사형(Partizipform)의 경우, 수동조동사가 완료형으로 분사형의 특성을 띠며, 불규칙형이며 그때는 접두사 ge- 없이 구성된다.
| 시제   | 능동                    | 수동                                                  |
| ------ | ----------------------- | ----------------------------------------------------- |
| 현재   | Sie ruft mich.          | Ich werde von ihr gerufen.                            |
| 과거   | Sie rief mich.          | Ich wurde von ihr gerufen.                            |
| 완료   | Sie hat mich gerufen.   | Ich bin von ihr gerufen worden.(geworden에서 ge-없이) |
| 대과거 | Sie hatte mich gerufen. | Ich war von ihr gerufen worden.(geworden에서 ge-없이) |
| 미래   | Sie wird mich rufen.    | Ich werde(Futur) von ihr gerufen werden(Passiv).      |

### bekommen 수동형
다른 한 수동형은 조동사 bekommen(일상적)과 kriegen으로 구성될 수 있다. 이런 수동형 변형은 'bekommen 수동', '수용자수동(Rezipientenpassiv), '수혜자수동(Benefizientenpassiv), 혹은 '여격수동(Dativpassiv)'으로 표현되기도 한다. werden 수동처럼, 이는 최상위논항(ranghöchsten Argument)의 삭제로 이어지지만, 그 특색은 대격목적어(Akkusativobjekt)가 변함없이 계속 보존되어 있고, 그 대신 1개의 여격목적어(Dativobjekt)가 주어자리(Subjektposition)로 올라간다.
능동문 : Der Lehrer nahm dem Schüler das Handy ab.(선생님이 그 학생에게서 핸드폰을 빼앗았다.)
동사논항 abnehmen (x,y,z)
• x = 주어로서 야기자(Verursacher) (동작주체Agens)
• y = 여격목적어로서 소유자(Besitzer) 혹은 부정적 피해자(negativ Betroffener)
• z = 대격목적어로서 전의적 대상(übertragener Gegenstand) (화제Thema)

수동문 : Der Schüler bekam das Handy [vom Lehrer] abgenommen. (그 학생은 (선생님에 의해) 핸드폰을 빼앗겼다.)
수동형 동사 논항 abnehmen ( [x], y, z)
• 동작주체는 억제됨
• y = 주격주어(Nominativ-Subjekt)로서 소유자 / 부정적 피해자
• z 위와 같음
특히 'bekommt es weggenommen'라는 문장 조합에서, bekommen이 여기서는 조동사로서 역할하지만 그 의미상 본동사로서는 역할하지 않는다는 것은 분명하다.
이런 수동 변형들은 여러 동사들에 의해 구성된다. 또한 대격목적어로서 여격목적어뿐만 아니라 대격목적어 역시 이런 다양한 수동태 변형들을 가지고 있다. 유일한 목적어로서 여격목적어만을 가지고 있는 동사들은 여러 규모면에서 이러한 구조에 참여한다.(여기서는 또한 각 예시들을 통해 불확실한 판단을 내린다.)
- Die Leute applaudierten ihm.(사람들이 그에게 박수갈채를 보냈다.) –– Er bekam applaudiert.(o)
- Die Leute widersprachen ihm.(사람들이 그에게 반대 의견을 던졌다.) –– Er bekam widersprochen.(가능/불가능 여부 불확실)
- Der Mann glich ihm.(그 남자는 그를 닮았다.) –– (안됨) Er bekam geglichen.(x)

bekommen 수동은 비인칭 구조를 허락하지 않는다. 비인칭구조에 있어서는 항상 조동사 werden이 책임지고 있다.

## 상태수동
werden으로 만드는 동작수동과 동시에, 상태수동(Zustanspassiv) 혹은 'sein 수동태'로 표현되는 하나의 구조가 있다.
- Die Tür wird geöffnet.(문이 열린다.)(동작수동)
- Die Tür ist geöffnet.(문이 열려 있다.)(상태수동)

상태수동의 의미는 대부분 결과상태(Resultatszustand) 의미이며, 결과상태는 기초가 되는 동사로부터 유래된다. 예를 들어, 예문  'Die Tür ist geöffnet'에서 상태는 표현되지만, 상태는 열린다는 뜻의 동사 Öffnen을 통하여 야기된 것이다. 또한 'Die Tür ist offen.'과 같지만, 이전 사건의 연속된 결과로서 열린 상태가 제시되어 있다는 뜻을 담고 있는 것은 다르다.
언어학 서적에서 그로 인해 알려지는 것은, 두 구조는 비슷한 것이 아니라, 하나의 구조로서의 상태수동은 해석할 것이라는 것이다. 그 구조는 코풀라(Kopla, 계사) 기능으로 동사 'sein'과 서술형용사(prädikativ Adjektiv) 기능으로 분사형(Partizipform)을 품는다는 것이다
(반대로 동작수동에서는 부정동사형(infinite Verbform)에 관한 것이다.). 예를 들어, 이를 대신하여 한 증거는 형용사로서 전형적인 부정접미사(Verneinungspräfix) 'un-'이다.
- Das Paket ist noch ungeöffnet.(상자는 아직 안 열렸다.)

특별한 결과를 나타내는 의미의 '코풀라 + 형용사' 구조로 보는 분석은 다음을 가능케 한다. 상태수동에 의한 수동화(Passivierung)라고 좁은 의미로 두지 않으며, 형용사형 분사(adjektivisches Partizip)는 조어 과정의 산물일 경우, 즉 그 경우는 의미(Bedeutung)와 가치(Valenz)를 바꾼다는 것이다.(반사동/비사역동사에 의해 그것이 재현되는 것처럼)
한편, 상태수동은 또한 몇몇 동사적 특징을 가지고 있다. 일례로, 수동태에서 한 동작주(Agens)가 자주 도입된다. 또한 이런 능력이 제한적으로 놓여 있을 때에 그렇다.
- Der Kuchen ist von Mutter gebacken.(과자는 어머니에 의해 구워진 것이다.)
- Das Projekt war von der DFG gefördert.(그 프로젝트는 DFG에 의해 후원되었다.)[9]

물론 그렇지 않은 것도 있다. ?? Die Tür ist vom Lehrer geöffnet.(문은 선생님에 의해 열린 것이다.)
그럼에도 많은 저자들은 상태수동을 동사적 수동화와 연결시키길 좋아한다.(예를 들어 언어학자 페터 아이젠베르크(Peter Eisenberg) 2006년 저작).

## 수동태 없는 동사
독일어에서, 타동사(transitives Verb)와 함께 많은 자동사(intransitives Verb)도 수동태를 만들 수 있다. 즉 비인칭 수동태(unpersönliches Passiv)라는 것이다. 그러나 이는 두 그룹 내에서 여러 다른 하위군이 있다. 이들 하위군은 근본적으로, 그리고 의미와 관계되어, 어떠한 수동태도 허락하지 않는다. 주의할 것은, '억제(Einschränkung)'라는 것은 동작수동에 있어서만 중요하며, 무조건 항상 상태수동형 구조를 위한 것만은 아니다.

### 타동사
동사 중 고도로 타동성(Transitivität)를 보이는 것들, 역동적인 상황을 묘사하는 것들, 독특한 동작주를 포함하는 것들은 대부분 수동성을 띤다(passivierbar). 수동성을 가지고 있지 않는 타동사 하에서, 특히 다음과 같은 특징들이 발견된다.
- 정적인 관계를 표현하는 동사, 예:  enthalten(품다, 들어있다, 포함하다), haben(갖다)
  - Die Flasche enthält Wasser.(병이 물을 품고 있다. 즉 병에 물이 담겨 있다.)
  - (X) Von der Flasche wird Wasser enthalten.(cf) 한국어로는 수동형이 더 자연스럽지만 독일어는 반대라는 것에 주의할 필요가 있다.)
  - Viele Leute haben Schnupfen.(많은 사람들이 코감기를 갖고 있다. 즉 많은 사람들이 코감기에 걸렸다.)
  - (X) Von vielen Leuten wird Schnupfen gehabt.
- 주격주어가 지각(Wahrnehmung)을 일으키는 유발자(Auslöser)이거나, 대격 혹은 여격목적어가 인지자(Wahrnehmenden) 혹은 경험자(Experiencer)인 동사, 예 : gefallen((주어가 여격 목적어의 마음에) 들다), ärgern((주어가 대격목적어를)화나게 하다)
  - Die Schuhe gefallen mir.(신발이 내 마음에 든다.)
  - (X) Mir wird von den Schuhen gefallen.
  - Dieser Fehlschlag ärgert mich.(이 실패가 나를 화나게 한다.)
  - (X) Ich werde von diesem Fehlschlag geärgert.
    - 단, ärgern과 같은 동사는 주어가 능동적 인칭(aktive Person)일 때에는 수동성을 갖는다. 예 : Sein großer Bruder ärgert ihn immerzu.(그의 형은 끊임없이 그를 화나게 한다.) -- Er wird von seinem großen Bruder immerzu geärgert.(그는 끊임없이 그의 형에게 화남 당한다.)
- 이외에도 재귀동사(reflexives Verb)는 수동성을 띠지 않는다(대격목적어로서 재귀형도 마찬가지). 그러므로 수동동사(passiviertes Verb)는 결코 재귀적인 해석을 취할 수 없다. 예를 들어, 'Das Kind wurde gekämmt.(그 아이는 빗질 당하다.)'라는 문장은 무명의 동작주로서 다른 인칭을 참조한다. 이 문장은 'Das Kind kämmte sich.(그 아이는 자신을 빗질한다.)'라는 문장의 수동문으로서 해석될 수 없다.

### 자동사
자동사(intransitives Verb)는 수동태를 만들 수 없다. 비체계적인 개개의 경우와 함께 비대격동사(unakkusativisches Verb) 류에 속한다. 그래서 자동사는 주의를 끄는 것은, 주어는 비동작주 의미론적 역할(nicht-agentive semantische Rolle)을 가지고 있으며, 비대격동사는 조동사 haben 대신에 조동사 sein을 가지고 완료형(Perfekt)을 만든다는 것이다.

## 능동과 수동의 텍스트기능

### 진술/평서와 명령/요구
수동문은 요구(Aufforderung)로서 특색있는 이용성이 있다. '요구문에서의 명령형 대안(Alternativen zum Imperativ in Aufforderungssätzen)' 항목을 보라. 이러면 무명의 수동태 동작주가 사람(Person)에 상응하며, 그 사람에게는 하나의 행위가 요구된다.
- Jetzt wird aber wieder gearbeitet!(이제 그래도 다시 노동된다. 즉 이제 다시 일해야지!)

능동 평서문(Aussagesätzen)에서는 명령특성(Befehlscharakter)이 호칭대명사(Anredepronomen)를 통해 대신 매개될 수 있다.
- Du gehst jetzt bitte wieder an die Arbeit!(너는 이제 좀 다시 취업해야지!)

### 정보구조
한 문장 내에서 정보구조(Informationsgliederung)에 영향을 주는데, 수동형은 하나의 매개가 될 수 있다. 그것은 한 문맥 내에서 더 잘 어울린다는 것이다. 수동화를 통해 주어위치(Subjektposition)에 있는 기초가 될 목적어가 끌려올 수 있으며, 수동화를 통해 주어(Subjekt)와 문법상 주어(Satzgegenstand) 역할은 지붕(Dekung)으로 이송될 수 있으며, 거기에서 그렇지 않으면 그러한 역할은 주어와 목적어로 할당될 것이다. 영어와 같은 언어들에서는 독일어에 비하여 상대적으로 정형화된 어순을 소유하지만, 그것을 통해 많은 수동문들이 해명되는 것은, 기초가 되는 목적어가 그렇게 주어로서 문두로 끌려나오고 화제(Topik) 혹은 문법주어(Satzgegenstand)로서 기능할 수 있다는 것이다. 때문에 선행 대격목적어(vorangestelltes Akkusativobjekt)가 있는 독일어 예문은 영어로는 수동문으로 번역될 것이다.
```
(독) 
Diesen Text
 kann man ohne Brille gar nicht lesen.(
이 텍스트를
 누구든 안경 없이는 전혀 읽을 수 없다.)
(영) 
This text
 can’t be read without glasses.(
이 텍스트는
 안경 없이 읽힐 수 없다.)
```

때문에 독일어에서 대격목적어는 물론 여격목적어(Dativobjekt)도 수동화를 통해 주어로 될 수 있다. 이 때문에 문법중문(Satzreihe, 둘 이상의 독립절을 포함하는 문장)을 쉽게 만들 수 있다. 그것을 통해 다양한 동사들이 포함된 진술은 동일한 주어로 묶일 수 있다.
```
Er
i
 fuhr zu schnell, 
–
i
 wurde von der Polizei angehalten und 
–
i
 bekam den Führerschein entzogen.(
그는
 빠르게 운전했고, 경찰에게 붙잡혔으며, 면허증을 빼앗겼다.)
```

### 관점화
'범인관련(täterbezogenen)' 관점에서 행위는 마땅히 서술되어야 할 때, 능동형이 선택된다. 그에 반하여 수동문은 '범인을 등진(täterabgewandte)' 관점을 받아들인다. 그래서 주범이 되는 당사자(동작주)는 내용상 상정되고, 또한 서술관점에서 사라지고, 기껏 전치사적 진술로서 주변적으로 첨가된다. 능동문이 선택한 것은 행동의 장본인(Urheber)을 강조한다. 수동문이 선택하는 것은 절차의 실행(Vollzug) 혹은 화제(Thema)이다.
한스-베르너 에롬스(Hans-Werner Eroms)는 많은 수동문에서 표현방식의 다양성이 늘어난다는 것을 보고, 이를 통해 '문체의 변화 법칙(Variationsgebot der Stilistik)'에 해당할 수 있을 것이다.
- Im Herbst zieht man sich ins Haus zurück. Die Hochstammrosen sind eingepackt und zur Erde hinuntergebogen, und die Veranda ist zugeschlossen. Vor die Fenster werden Decken gehängt, damit es nicht durch die Ritzen zieht. (Walter Kempowski, Aus großer Zeit, S. 222)“(인생 말년이 되면 '누구든(man)' 고향으로 돌아간다. 줄기가 긴 장미는 포장되고, 흙 아래로 굽어들어갔으며, 베란다는 잠겼다. 창문 앞으로 이불이 걸려 있고 그와 함께 이것은 구멍에 꿰지는 않는다.)[15]

여기에서 상태수동과 동작수동이 여러 가지 조합되어 나온 것은, 특정 능동문과의 조화 속에 다양한 관점의 표현을 주어가 더 상세히는 기술하지(주어로서 'man' 혹은 비인칭 'es') 않게 한다. 어느 한 특정 계절에 '누구든(man)' 보통은 고향으로 돌아간다. 이미 뜰에서 준비가 끝났다는 것은 상태수동을 명료하게 하고, 반면 동작수동은 집에서 행해지는 조처들을 거듭 더욱 지속적으로 강조하는 것이다.

### 문체의 효과
수동태 사용을 통해 동작주(Agens, 행동하는 사람)은 무명 상태가 될 수 있으며, 그것을 통한 객관적, 중립적, 보편적 혹은 의미적 표현이 드러날 수 있다. 수동문은 칸즐라이독일어(Kanzleideutsch, 관청식 독일어)에도 있었으며, 관용독일어(Behördensprache)에서도 지금도 항상 사용하며, 또한 과학용어에도 자주 사용된다.
일상언어에서는 능동문이 월등히 낫다. 문체적으로 능동문을 통해 진술과 상황은 더욱 강한 생동감과 현존성을 말하는 바, 즉 읽는 사람은 행동하는 사람이 된다. 저널리스트 빌프리트 자이퍼트(Wilfried Seifert)는 능동태와 수동태의 구분을 다음과 같이 날카롭게 만든다.
'Sie werden in Kenntnis gesetzt.(그들은 가르침을 받는다.)' 이는 종이(Papier)이다. 'Ich aber sage euch.(나는 다시 너희에게 말한다.)' 이는 산상설교(Bergpredigt)이다.
볼프 슈나이더(Wolf Schneider)에 의하면, 수동태는 빈번히 작가의 피난로(Fluchtweg)가 된다. 그 피난로는 행동하는 사람은 알 수 없을 것이다.
작가 랄프 이사우(Ralf Isau) 역시 능동태에 대하여  지지한다.
그것은 자기 자신에게 능동형 단어에 의해 말을 걸고 감격시키려는(sich von aktiv Worten ansprechen und mitreißen zu lassen) 인간 본성에 놓여 있다. 쓰여진 단어에서 능동형은 읽기를 고무한다. 능동형은 텍스트에 활기를 가져다 주지만, 반면 몇몇 생생한 수동형은 독자에게 제동을 건다.
(여기에 포함된 표현인 'sich von Worten ansprechen zu lassen'은 일종의 수동구조이다.)

## 참고문헌
- Elke Diedrichsen: The German ‘bekommen-passive’ and RRG. In: Linguistic theory and practice: description, implementation and processing. Nr. 49, 2004.
- DUDEN. Die Grammatik. 8. Auflage. Dudenverlag, Mannheim 2009, ISBN 978-3-411-04048-3.
- Oddleif Leirbukt: Untersuchungen zum ‚bekommen’-Passiv im heutigen Deutsch. Niemeyer, Tübingen 1997.
- Claudia Maienborn: Das Zustandspassiv. Grammatische Einordnung–Bildungsbeschränkung–Interpretationsspielraum. In: Zeitschrift für germanistische Linguistik. Nr. 35(1–2), 2007, S. 83–114.
- Karin Pittner, Judith Berman: Deutsche Syntax. Ein Arbeitsbuch. Narr Verlag, Tübingen 2004, Kapitel 5 „Passiv“.
- Irene Rapp: Partizipien und semantische Struktur. Tübingen: Stauffenburg-Verlag. 1997.
- Marga Reis: Mona Lisa kriegt zu viel – Vom sogenannten ‚Rezipientenpassiv’ im Deutschen. In: Linguistische Berichte. Nr. 96, 1985, S. 140–155.
- Paul Valentin: Zur Geschichte des deutschen Passivs. In: C.R.L.G. (Hrsg.): Das Passiv im Deutschen (= Linguistische Arbeiten. Nr. 183). Niemeyer, Tübingen 1987, S. 3–15.
- Heide Wegener: Er bekommt widersprochen. – Argumente für die Existenz eines Dativpassivs im Deutschen. In: Linguistische Berichte. Nr. 96, 1985, S. 127–139.
- Magnus Frisch: Warum „Passiv“, wenn (es) auch „Aktiv“ geht? Sprachvergleichende Reflexionen über das genus verbi im Lateinischen und Deutschen.. In: Der Altsprachliche Unterricht. 52, Nr. 1, 2009, ISSN 0002-6670, S. 22–33.

## 같이 보기
- V1 어순
- 겸자구조
- 독일어
- 독일어 관사
- 독일어 대명사
- 독일어 동사
- 독일어 동사활용
- 독일어 명사
- 독일어 명사화
- 독일어 문법
- 독일어 문장 구조
- 독일어 문장 유형
- 독일어 발음
- 독일어 병렬 생략
- 독일어 부사구
- 독일어 불변화사 목록(1996년 정서법 개정안)
- 독일어 양태불변화사
- 독일어 접두사동사 및 불변화사동사
- 독일어 접속법
- 독일어 정서법
- 독일어 주어 내부 생략
- 독일어 태
- 독일어 형용사
- 독일어 환치사